# Сан Ђовани (Вербано-Кузио-Осола)
Сан Ђовани је насеље у Италији у округу Вербано-Кузио-Осола, региону Пијемонт.
Према процени из 2011. у насељу је живело 9 становника. Насеље се налази на надморској висини од 218 м.